# War (album de Bolt Thrower)
Cet article concerne l'album de Bolt Thrower. Pour l'album de U2, voir War.
Pour les articles homonymes, voir War.
Albums de Bolt Thrower
...For Victory
(1994) Who Dares Wins
(1998)
War est un album live du groupe de Death metal anglais Bolt Thrower. L'album est sorti en 1994 sous le label Earache Records.

## Historique
Le nom de cet album live est une référence au nom de leur troisième album studio, qui se nomme War Master.
Cet album live est inclus dans l'édition limitée de leur album studio ...For Victory.

## Musiciens
- Karl Willetts - chant
- Gavin Ward - guitare
- Barry Thompson - guitare
- Jo Bench - basse
- Andrew Whale - batterie

## Liste des morceaux
1. The IVth Crusade – 4:46
2. Dying Creed – 4:36
3. Spearhead – 6:30
4. Unleashed – 5:24
5. Ritual – 4:32
6. Where Next to Conquer – 3:54
7. War Master – 4:29
8. As the World Burns – 6:48
9. Cenotaph – 5:03